# 渡辺三男 (国文学者)
渡辺 三男（わたなべ みつお、1908年4月15日 - 2000年2月1日）は、国文学者、博士。駒澤大学教授。専門は中古文学。

## 来歴
1961年3月『中国の文献に見える日本語文資料の研究』で博士号（国文学、駒澤大学）取得。駒澤大学文学部国文学科助教授を経て、教授に就任。同大学文学部国文学研究室の代表などを務める。
著書に「紫式部日記要解」「大鏡要解」など。
渡邊 梢（わたなべ しょう）の別名もあり、その名義では1冊のみ著書がある。
2000年2月1日、肺炎のため死去。

## 著書
「国立国会図書館サーチ」を参照

### 論文
- CiNii>